# Paral·lel 37° sud
El paral·lel 37° sud és una línia de latitud que es troba a 37 graus sud de la línia equatorial terrestre. Travessa l'oceà Atlàntic, l'Oceà Índic, l'Australàsia, l'Oceà Pacífic i Amèrica del Sud.
En aquesta latitud el sol és visible durant 14 hores, 36 minuts durant el solstici d'hivern i 9 hores, 43 minuts durant el solstici d'estiu.
Una exploració del paral·lel 37° sud és el tema de la novel·la de Jules Verne Els fills del capità Grant (Les Enfants du capitaine Grant). L'escull fantasma de Maria Theresa se suposa que es trobava al paral·lel en l'oceà Pacífic.

## Geografia
En el sistema geodèsic WGS84, al nivell de 37° de latitud sud, un grau de longitud equival a 89,120 km; la longitud total del paral·lel és de 32.044 km, que és aproximadament 80,0% de la de l'equador, del que es troba a 4.097 km i a 5.905 km del pol Sud

## Arreu del món
A partir del Meridià de Greenwich i cap a l'est, el paral·lel 37° sud passa per: 
| Coordenades                               | País. Territori o mar | Notes |
| ----------------------------------------- | --------------------- | --- |
| 37° 0′ S, 0° 0′ E / 37.000°S,0.000°E      | Oceà Atlàntic         | |
| 37° 0′ S, 20° 0′ E / 37.000°S,20.000°E    | Oceà Índic            | |
| 37° 0′ S, 139° 42′ E / 37.000°S,139.700°E | Austràlia             | Austràlia Meridional Victòria Nova Gal·les del Sud |
| 37° 0′ S, 149° 56′ E / 37.000°S,149.933°E | Oceà Pacífic          | Mar de Tasmània |
| 37° 0′ S, 174° 28′ E / 37.000°S,174.467°E | Nova Zelanda          | Illa del Nord – passa al sud d'Auckland, travessant l'aeroport d'Auckland                                                                                        |
| 37° 0′ S, 175° 16′ E / 37.000°S,175.267°E | Golf d'Hauraki        | |
| 37° 0′ S, 175° 30′ E / 37.000°S,175.500°E | Nova Zelanda          | Península de Coromandel, Illa del Nord |
| 37° 0′ S, 175° 51′ E / 37.000°S,175.850°E | Oceà Pacífic          | |
| 37° 0′ S, 73° 33′ O / 37.000°S,73.550°O   | Xile                  | Illa de Santa María |
| 37° 0′ S, 73° 31′ O / 37.000°S,73.517°O   | Oceà Pacífic          | |
| 37° 0′ S, 73° 11′ O / 37.000°S,73.183°O   | Xile                  | Regió del Bío-Bío – passa a través de Coronel (a 37° 0′ S, 73° 10′ O / 37.000°S,73.167°O)                                                                        |
| 37° 0′ S, 71° 9′ O / 37.000°S,71.150°O    | Argentina             | Província del Neuquén Província de Mendoza La Pampa Província de Buenos Aires – passa a través de Pinamar (a 37° 0′ 0″ S, 56° 47′ 30″ O / 37.00000°S,56.79167°O) |
| 37° 0′ S, 56° 45′ O / 37.000°S,56.750°O   | Oceà Atlàntic         | |